# Idaea probleta
Idaea probleta là một loài bướm đêm trong họ Geometridae.